# 2017 في السكك الحديدية
تهتم هذه المقالة بذكر الأحداث المتعلقة بالنقل بالسكك الحديدية التي حدثت في عام 2017.

## الأحداث

### يناير
- الولايات المتحدة 1 يناير- تم افتتاح المرحلة الأولى من مترو أنفاق أفينو في مدينة نيويورك بعد ما يقرب من قرن من التخطيط.[1]
- الصين المملكة المتحدة 1-18 يناير- أول رحلة شحن حاويات متعددة الوسائط المنقولة بالسكك الحديدية من ييوو (الصين) إلى لندن عبر الجسر البري الأوروآسيوي الجديد ونفق المانش.[2]
- إثيوبيا جيبوتي 10 يناير- افتتاح خط سكك حديد بين أديس أبابا- جيبوتي.[3][4][5]
- المملكة المتحدة إيطاليا 11 يناير- تم الاتفاق على بيع شركة تشغيل القطارات الإنجليزية سي تو سي من قبل ناشيونال إكسبرس إلى ترينيتاليا.[6]
- صربيا كوسوفا 14 يناير- تم إعادة قطار سكة حديد صربي مزين بالدعاية الصربية التي كان من المقرر له أن يدار من بلغراد إلى شمال ميتروفيتسا إلى راشكا بأمر من رئيس الوزراء الصربي، وسط مزاعم بأن السلطات في كوسوفو ستمنعها من عبور حدودها.[7]

### فبراير
- المملكة المتحدة 23 فبراير- وافق البرلمان على المرحلة الثانية عالية السرعة بين لندن وويست ميدلاندز لعام 2017. ليبدأ التأسيس في عام 2017.[8]
- الولايات المتحدة 24 فبراير- تم فتح امتدادات خطي أر وأتش كجزء من مشروع فاس تراك في دنفر، كولورادو.[9]
- المملكة العربية السعودية 26 فبراير- افتتحت شركة السكك الحديدية السعودية خط الرياض- قريات للركاب من مطار الملك خالد الدولي، الرياض، إلى منطقة القصيم في المملكة العربية السعودية.[10]

### مارس
- تايوان 2 مارس- افتتاح مطار تاويوان الدولي إم أر تي.
- الولايات المتحدة 25 مارس- تم افتتاح محطة وارم سبرينج كجزء من نظام النقل السريع لخليج سان فرانسيسكو، كاليفورنيا.[11]
- اليابان- مترو طوكيو (كانت تسمى في السابق سكة حديد إدان الكهربائية) تطلق سلسلة 01.

### أبريل
- روسيا 3 أبريل- هجوم مترو سانت بطرسبرغ 2017.
- فرنسا ألمانيا 28 أبريل- تمديد خط ترام ستراسبورج عبر جسر الراين إلى كيهل.[12]

### مايو
- الولايات المتحدة 12 مايو- افتتاح خط كيو في ديترويت.[13]
- المملكة المتحدة 19 مايو- انتهاء عصر سلسلة سلام دور في المملكة المتحدة حيث يتم سحب الفئة البريطانية للسكك الحديدية 121 بعد 57 عاما من الخدمة.
- الولايات المتحدة 22 مايو- افتتاح محطة بوسطن للنقل بالسكك الحديدية في ماساتشوستس.[14]
- الولايات المتحدة 26 مايو- هجوم قطار بورتلاند.
- كينيا 31 مايو- الافتتاح الرسمي لسكة حديدية قياسية في مومباسا- نيروبي في كينيا، على بعد 485 كم (301 ميل) باستخدام التمويل والخبرات الصينية مما يقلل من مدة رحلة الركاب في مومباسا - نيروبي إلى 4 ساعات ونصف، مقارنة بـما يقارب 12 ساعة في الرحلات السابقة.[15]

### يونيو
- سنغافورة 18 يونيو- تم تمديد توسعة خط توس الغربية، امتداد 7.5 كم (4.7 ميل) من خط مترو الشرق الغربي في سنغافورة.[16]
- بلجيكا 20 يونيو- هجوم بروكسل.
- الولايات المتحدة 29 يونيو - بداية استخدام خط سونوما- مارين.[17]

### يوليو
- فرنسا 2 يوليو- الانتهاء من خط إل جي في.[12][18][19]
- السويد 10 يوليو- افتتاح خط مدينة ستوكهولم.[20]
- ماليزيا 17 يوليو- افتتاح خط إم أر تي.[21][22][23]

### أغسطس
- المملكة المتحدة 20 أغسطس- تعاون مشترك بين هيئة السكك الحديد البريطانية (بنسبة 70%)مع نظيرتها الصينية (بنسبة 30%) في إدارة القطارات الإنجليزية.[24][25]
- الهند 23 أغسطس- انحراف قطار ايوريا.
- الولايات المتحدة 25 أغسطس- افتتاح نظام نقل بالسكك الحديدية لمنطقة سونوما-مارين في منطقة نورث باي في سان فرانسيسكو بين شمال سانتا روزا ووسط مدينة سان رافائيل بولاية كاليفورنيا.[26]

### سبتمبر
- ا المملكة المتحدة 15 سبتمبر- تفجير محطة بارسونز غرين 2017.
- إسبانيا 21 سبتمبر- افتتاح مترو غرناطة لخدمة الركاب.[27]
- الدنمارك 23 سبتمبر- تم إلغاء الافتتاح الكبير لآرهوس ليتبان قبل عدة ساعات من الحدث بسبب غياب التصاريح الأمنية من هيئة النقل الدنماركية.[28]
- تايوان 26 سبتمبر- اكتمال خط كاوشيونغ الدائري (القسم الأول).

### أكتوبر
- سنغافورة 21 أكتوبر- افتتاح الخط الثالث لمترو الأنفاق بوسط المدينة.

### نوفمبر
- فنلندا 18 نوفمبر- ربط لانسمترو إلى مترو هلسنكي.
- الهند 28 نوفمبر- افتتح القسم الأول (30 كم) من مترو حيدر أباد.

### ديسمبر
- ماليزيا 4 ديسمبر- استئناف خدمة ميلكا مونوريل بعد تعليقها لمدة 4 سنوات منذ 2013 بسبب مشاكل فنية.[29]
- ألمانيا 10 ديسمبر- افتتاح سكة حديد نورمبرج- إرفورت عالية السرعة.[12] اكتمال برلين برلين الممر.
- فرنسا 14 ديسمبر- تحطم بربينيان: تحطم قطار محلي في حافلة مدرسية عند نقطة عبور بالقرب من ميلاس في منطقة بربينيان في فرنسا مما أسفر عن مقتل أربعة تلاميذ في الحافلة.[30]
- سويسرا 15 ديسمبر- افتتاح قطار ستوسباهن أكبر قطار فلكي للنقل الجماعي في العالم ويربط شلاتلي مع ستوس.[31]
- كندا 17 ديسمبر- افتتاح مترو أنفاق تورنتو الخط 1 ملحق يونغ- جامعة لفوغان، أونتاريو.
- الولايات المتحدة الأمريكية 18 ديسمبر- انحراف قطار أمرتاك.

### أخرى
- الدنمارك- توسيع نظام كهربة السكك الحديدية بنظام دي إس بي إلى إيسبيرج.[12]
- اليونان- افتتاح خط تيتروي – لاينكارودي، ليحل محل الطريق عبر برالوس.[12]
- الصين- تشغيل عمليات القطارات بسرعة 350 كم\ساعة بعد انقطاع دام ست سنوات.

### الوفيات
- المملكة المتحدة 28 أغسطس- وفاة ستيفن مارشال، الرئيس التنفيذي لشركة ريل تراك (من مواليد 1957).[32]
- الولايات المتحدة الأمريكية 16 ديسمبر- وفاة هنتر هاريسون، رئيس السكك الحديدية المركزية إلينوي 1993-1998، رئيس السكك الحديدية الوطنية الكندية 2003-2009، رئيس ومدير تنفيذي للسكك الحديدية الكندية المحيط الهادئ 2012-2017 والرئيس التنفيذي لشركة سي إس إكس للنقل في عام 2017 (مواليد 1944).[33]

## وصلات خارجية
- مؤتمر السكك الحديدية عام 2017